# Große Kirche (Kecskemét)

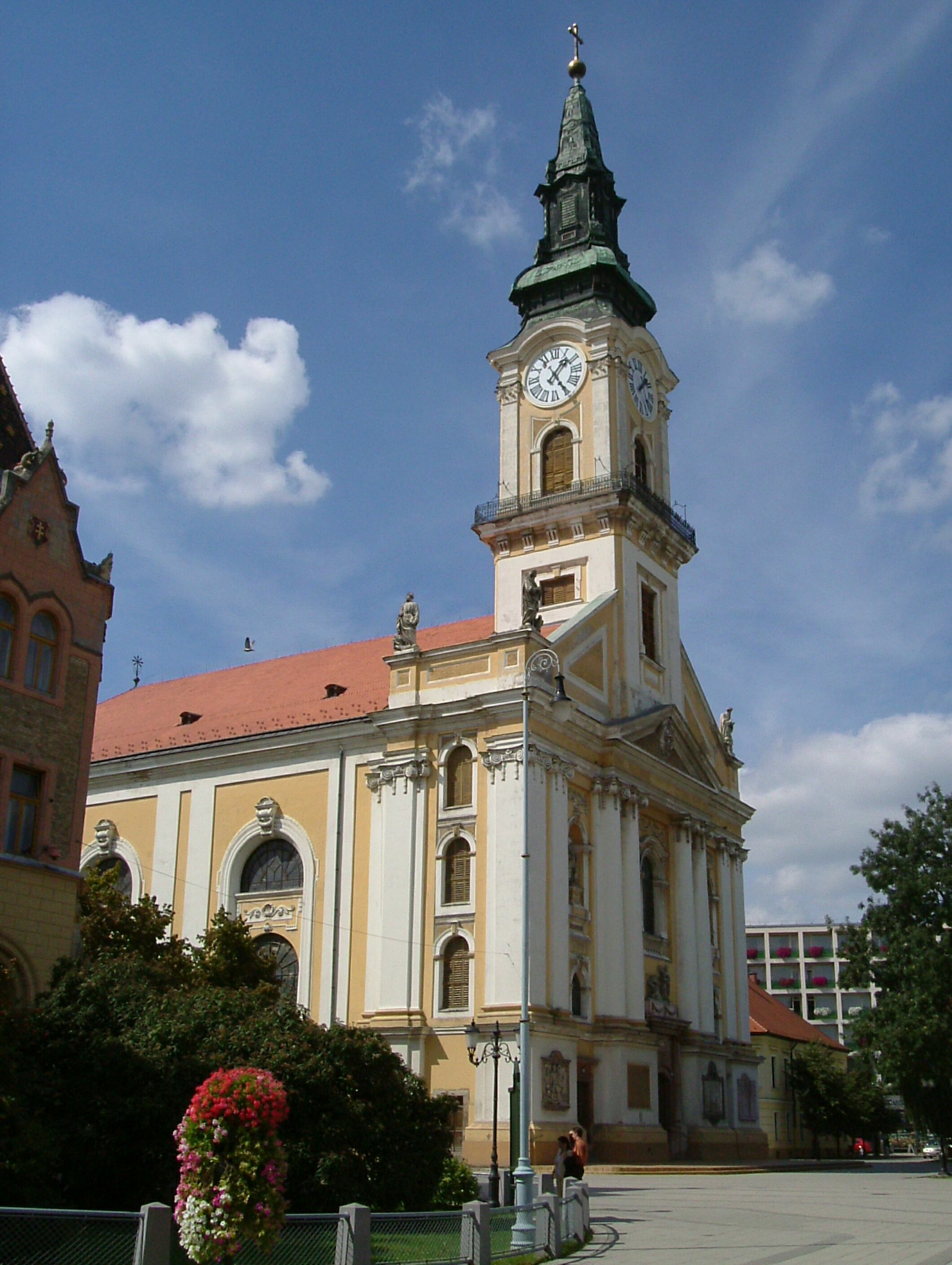
Außenansicht

Die Große Kirche (ungarisch Urunk Mennybemenetele Társszékesegyház) in der ungarischen Stadt Kecskemét ist die Ko-Kathedrale des römisch-katholischen Erzbistums Kalocsa-Kecskemét. Sie ist der Himmelfahrt Christi geweiht.

## Geschichte
Die Kirche wurde zwischen 1774 und 1806 im Barockstil errichtet und ist bis heute die größte Kirche der Pannonischen Tiefebene. Der Entwurf geht auf den Piaristenbruder Osvald Gáspár zurück, die Bauleitung wurde Balthasar Fischer übertragen. Bereits 1819 brannte der Kirchturm, worauf er bis 1863 erneuert wurde und seine heutige Form erhielt.

## Bauwerk und Ausstattung
Der 73 Meter hohe Turm macht die Kirche zum höchsten Bauwerk der Stadt. Die Turmuhr ist eine der ältesten Ungarns und bis heute ununterbrochen in Betrieb. Im Turm befinden sich drei Glocken, von denen die größte 2400 kg wiegt und der Heiligen Dreifaltigkeit gewidmet ist. Die mittlere Glocke ist der Heiligen Jungfrau Maria gewidmet und wiegt 618 kg. Die kleinste Glocke dient als Totenglocke. 1929 wurden vier neue Glocken bestellt, diese wurden jedoch im Zweiten Weltkrieg eingeschmolzen.
Über dem Hauptportal befinden sich Skulpturen mit der Übergabe des Himmelsschlüssels an St. Peter, an der Brüstung des Turms die Statuen der vier Evangelisten. Das Hauptportal wird durch ionische Säulen flankiert.

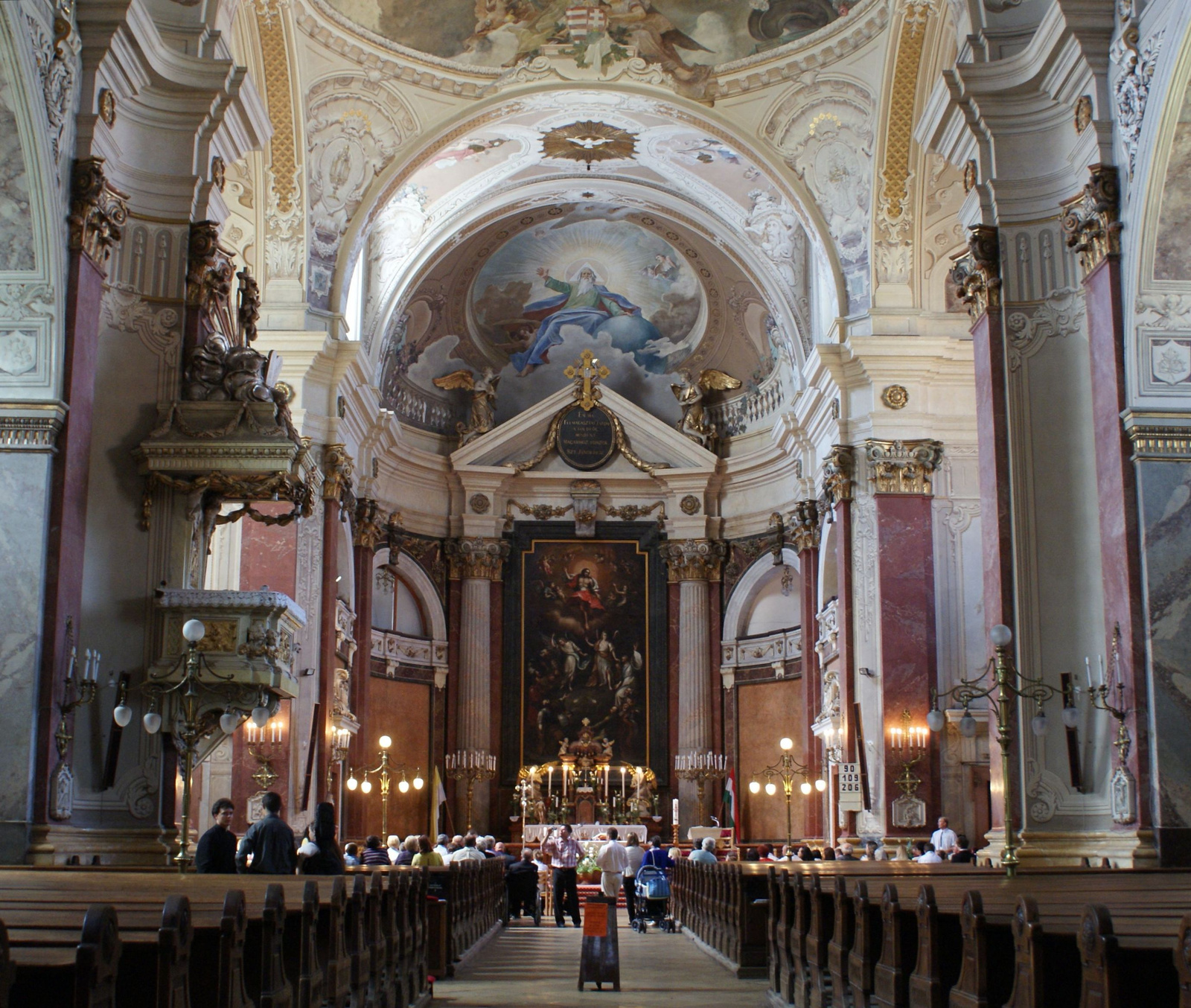
Innenansicht

Der monumentale Innenraum ist 62 Meter lang, 25 Meter breit und bis zu 25 Meter hoch. Ferenc Lohr schuf die Wanddekoration. Die Kuppel der Kirche mit einem Durchmesser von 14 Metern zeigt die Anbetung Marias. Zwischen 1894 und 1900 wurde der Innenraum restauriert und erhielt damit erst sein heutiges von vielen Bildern dominiertes Aussehen. Sechs Seitenaltäre zieren das Kirchenschiff, einer zeigt, dass Maria die Stephanskrone angeboten wird. Der 1778 geschaffene Hochaltar zeigt die Himmelfahrt Christi. 
Die 1885 von Alexander Országh installierte Orgel wurde beim Erdbeben von 1911 schwer in Mitleidenschaft gezogen und mehrmals von der Firma Angster aus Pécs repariert. Sie wurde fortlaufend an den aktuellen Stand der Technik angepasst, letztmals 1992.